# Ferdinand Botsy
Ferdinand Botsy OFMCap (ur. 13 czerwca 1940 w Nosy-Bé, zm. 30 kwietnia 2025 w Genui) – madagaskarski duchowny rzymskokatolicki, w latach 1976-1997 biskup Ambanja, kapucyn.

## Życiorys
Święcenia kapłańskie przyjął 9 marca 1969. 8 lipca 1976 został prekonizowany biskupem Ambanja. Sakrę biskupią otrzymał 3 października 1976. 25 października 1997 zrezygnował z urzędu.